# Адольф Фріш
Адольф Фріш (пол. Adolf Frisch; 3 жовтня 1891, Коломия — 26 березня 1943, так само) — коломийський лікар єврейського походження, очільник коломийського осередку єврейської партії «Бунд».

## Життєпис
Народився 3 жовтня 1891 року в Коломиї в родині Мордехая Фріша, власника крамниці з продажу тканин. Спочатку навчався в хедерімі (початковій релігійній школі), а, починаючи з 1901 року, вступив до Коломийської польської гімназії, яку закінчив 1909 року. У 8 класі гімназії провів лекцію «Філософія від найдавніших часів до Платона» у гуртку філософії та природознавства під керівництвом професора Струтинського.
Згодом вступив до Віденського університету, де, із перервами через службу в австрійській армії, здобув диплом лікаря у липні 1917 року. За спеціальністю був лікарем-дерматологом і венерологом, а з 1921 року — лікарем внутрішніх хвороб.
На початку 1920-х років повернувся до рідного міста і створив лікарський кабінет на вул. Міцкевича, 4, як зазначено в оголошенні місцевої газети «Prawda Pokucka» за 18 березня 1923 року. У нього проводилося опромінення кварцовою лампою при туберкульозі, золотусі, ішемії, шкірних захворюваннях та випадінні волосся. Неодноразово в пресі отримував подяки від батьків вилікуваних ним пацієнтів чи від них самих: у газеті «Nasz Głos» за 1 квітня 1927 року кравець Мехель Вінклер подякував за «безкорисливе вилікування мого сина», а у лютому 1933 року Якуб Криниця висловив подяку за 4-тижневе вилікування його дружини, яка страждала постійним артритом. 4 червня 1928 року Фріш врятував Розенбаума Лельба, котрий замешкував у будинку на вул. Сєнкевича, 88 і постраждав від вогнепального поранення правої частини грудної клітки: о 1-й ночі цього дня невідомий проник до будинку. Господар, якого розбудив підозрілий шум, побачивши злодія у своїй квартирі, схопився з ліжка та почав кричати й кликати на допомогу. Злодій, очевидно, усвідомивши, що його роботу викрили, і боячись, що крики власника приведуть людей, які зможуть його спіймати, вистрілив у власника та втік через вікно, через яке і проник до будинку. Постраждалий за наказом Фріша був доставлений до повітової лікарні. 26 січня 1932 року надав першу медичну допомогу 78-річній Перлі Велебнікер, яка скоїла самогубство через нервовий зрив, і мешкала на вул. Замкова, 1. Вона перерізала собі горло брудним кухонним ножем, через що виникла інфекція в організмі, що спричинило смерть наступного дня.
Адольф Фріш протягом багатьох років також був головним лікарем єврейської лікарні.
У міжвоєнний період, паралельно з лікарською діяльністю, Фріш був лідером коломийського осередку партії «Бунд» в Коломиї. Він був речником «Бунду» та найважливішим посланцем громади до спільних етнічних інституцій, а також займався літературною роботою. Адольф Фріш займався перекладами творів Шекспіра та «Фауста» Гете на їдиш.
1938 року в Коломиї у видавництві «Дер Блоєр Штрох» («Синій удар») вийшла друком збірка віршів Адольфа Фріша «Libe, nisht mer» («Вже не кохання»).
Під час радянської окупації працював лікарем дерматологічного відділення лікарні в Коломиї. Вільно володів німецькою, польською та українською мовами.
Фріш залишався в Коломиї весь час до ліквідації гетто. Загинув 26 березня 1943 року. Тут існують декілька версій його смерті: за однією версією, повісився в німецькій в'язниці, за іншою — покінчив життя самогубством на кладовищі Коломиї в очікуванні страти. За спогадами Марії Кейван, труп лікаря Фріша знайшли вранці на тодішній вул. Шпитальна (тепер — Шухевича).